# بيتر بريت
بيتر بريت (بالإنجليزية: Peter Britt)‏ هو مصور أمريكي، ولد في 12 مارس 1819، وتوفي في 3 أكتوبر 1905 في جاكسونفيل في الولايات المتحدة.